# Isaäc J.H. Isbrücker
Isaäc J.H. Isbrücker (ur. 1944) – duński ichtiolog związany z Wydziałem Ichtiologii Muzeum Zoologicznego w University of Amsterdam. Opisał naukowo wiele taksonów, specjalizuje się w badaniach nad rybami sumokształtnymi, zwłaszcza z rodziny zbrojnikowatych. Opublikował ponad 80 prac naukowych.
Gatunki, którym nadano nazwy honorujące Isaäca Isbrückera:
- Farlowella isbrueckeri
- Hypopygus isbrueckeri
- Corydoras isbrueckeri
- Crenicichla isbrueckeri
- Hypostomus isbrueckeri